# Talkowszczyzna
Talkowszczyzna [talkɔfʂˈt͡ʂɨzna] est un village polonais de la gmina de Szudziałowo dans le powiat de Sokółka et dans la voïvodie de Podlachie. Il se situe à environ 6 kilomètres au sud-ouest de Szudziałowo, à 17 kilomètres au sud-est de Sokółka et à 34 kilomètres au nord-est de Białystok. 